# Anacreonte
Anacreonte (in greco antico: Ἀνακρέων?, Anakréōn; Teo, 570 a.C. circa – Atene, 485 a.C. circa) è stato un poeta greco antico.
Al poeta di Teo si ispira la cosiddetta "poesia anacreontica", un genere poetico e letterario che caratterizzò il XVIII secolo in Europa, nato all'interno dell'ambiente rococò e che prende spunto dalle opere e dai temi di Anacreonte.

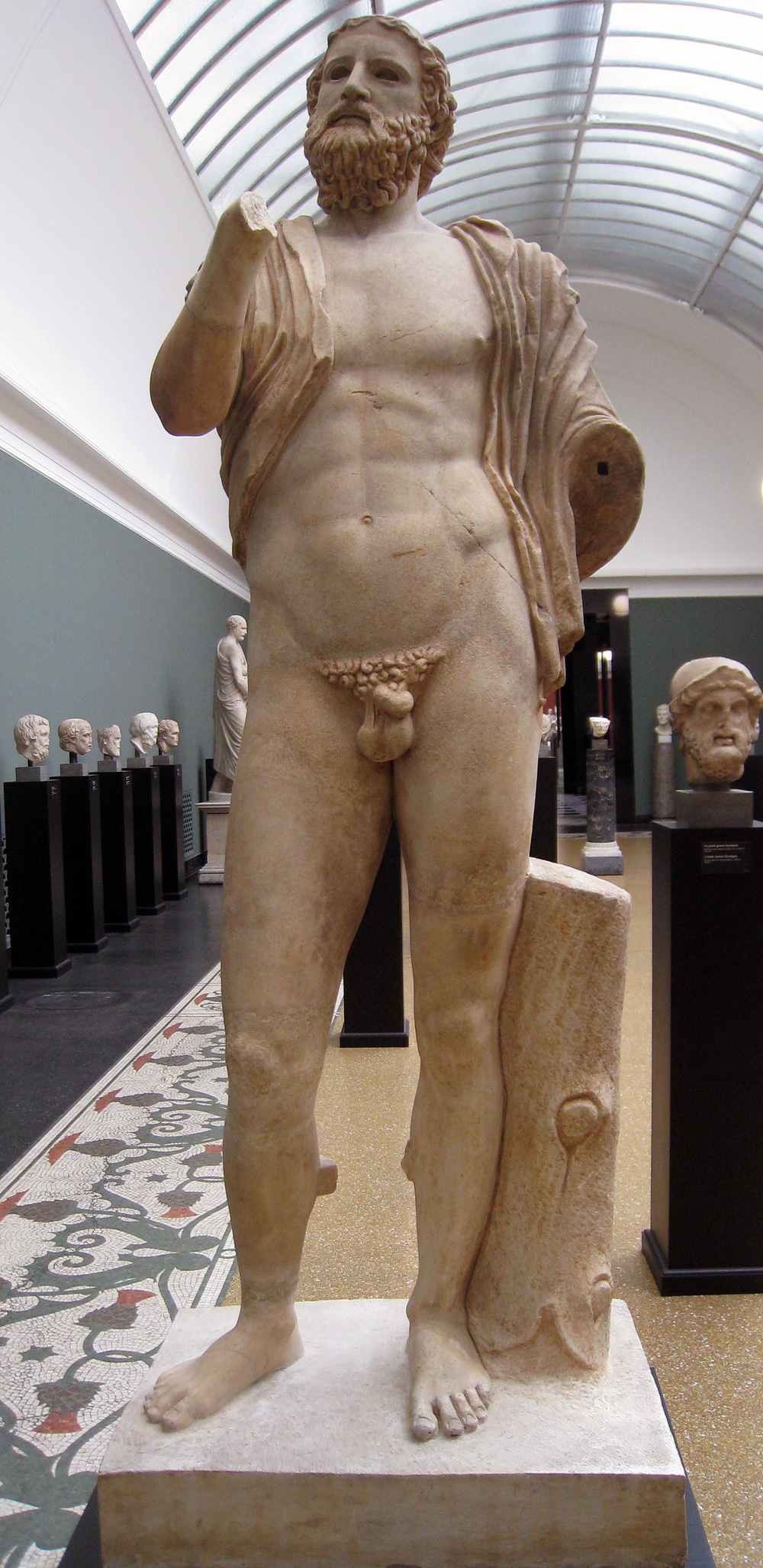
LAnacreonte del Monte Calvo, raffigurato nell'atto di cantare e suonare la sua lira (II secolo d.C.; Copenaghen, Ny Carlsberg Glyptotek, num. invent. 491).

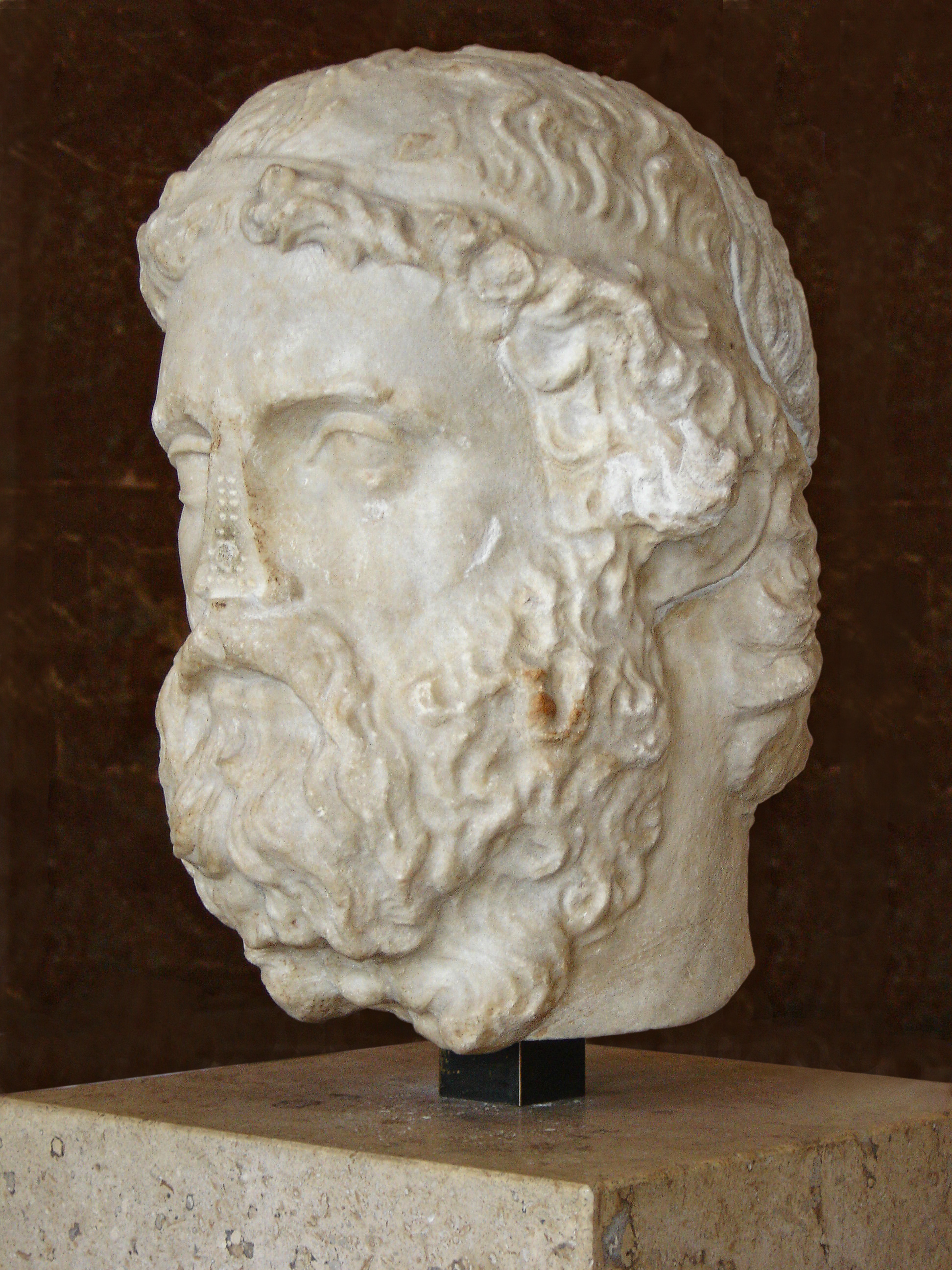
Busto di Anacreonte, conservato all'interno del museo del Louvre.

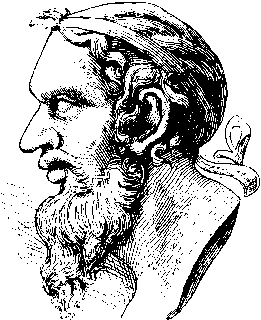
Schizzo del profilo di un busto di Anacreonte.

## Biografia
Nato a Teo, sulle coste dell'Asia Minore, combatté, perdendo lo scudo, contro l'invasione persiana della Ionia nel 545 a.C. circa, dovendo tuttavia abbandonare la patria insieme ai suoi concittadini a seguito della sconfitta. Dopo essersi rifugiato ad Abdera in Tracia, colonia di Teo, Anacreonte cominciò la sua carriera di poeta di corte, vivendo a lungo alla corte di Policrate di Samo, dove incontrò Ibico e Simonide, dei Pisistratidi ad Atene e degli Aleuadi in Tessaglia. Era un carissimo amico di Santippo di Atene, il padre di Pericle.
Crizia lo definì in un epigramma come un animatore di banchetti, un amante della cetra, un seduttore di donne, un dolce cantore privo di tristezza. Una leggenda narra che sia morto in patria, ultraottantacinquenne, soffocato da un acino d'uva, secondo la tradizione, peraltro non condivisa da tutti gli storici, che ha tramandato l'immagine di un Anacreonte fin troppo dedito al bere.

## Opere
La sua opera, ordinata dai filologi alessandrini, consta di 5 o 6 libri (di cui ci rimangono 160 frammenti) di Scolii, ionici quanto al dialetto, ma eolici quanto al contenuto, che trattano di temi vari tra cui soprattutto quelli del convivio, dell'amore e del canto. Il poeta scrisse elegie, giambi ma specialmente carmi melici.
Sotto il suo nome ci sono state tramandate una sessantina di Odi dal carattere amoroso ed edonistico, le cosiddette Anacreontee, opera di alcuni imitatori in epoca alessandrina e forse anche successiva. La loro editio princeps fu pubblicata nel 1554 a Parigi da Henri Estienne.

## Il mondo poetico e concettuale di Anacreonte
(Guido Carotenuto)
Presso i tiranni non poteva fiorire una poesia di liberi sensi che cantasse gli ideali della polis e la virtù del cittadino, perciò l'arte di Anacreonte fu tipica arte d'evasione. La sua ispirazione non è profonda come quella di Saffo ed Alceo ma è caratterizzata da un sentimentalismo leggero e distaccato, attraverso il quale il poeta cerca di consolarsi dalle sventure e di cantare efebi (soprattutto un certo Batillo) e le etere.
La sua poesia lirica, dal tono di soffuso edonismo, raffinata e ironica – come s'è visto anche negli ultimi commenti rinvenuti nei papiri di Ossirinco – canta innanzi tutto dei piaceri dell'amore, rivolti sia verso le giovani donne sia verso i bei ragazzi, abbinati alla gioia dell'ebbrezza data dal vino; altri suoi temi caratteristici sono il ripudio della guerra, il tormento causato dalla vecchiaia e il culto dionisiaco. Assieme a Saffo e ad Alceo forma il gruppo dei poeti greci che cantavano accompagnati dalla lira.
La passione amorosa declamata da Anacreonte è fondamentalmente carnale e sensualissima. Le sue composizioni su questo argomento sono estremamente brevi, perlopiù poesie di celebrazione dedicate ad un'anonima ragazza che egli chiama "puledra tracia" e quelle che si riferiscono ai litigi amorosi tra il poeta e i giovani di cui era innamorato (Smerdies, Batilo e Cleobulo). Si racconta a questo proposito un assai significativo aneddoto: essendogli stato un giorno domandato perché la sua poesia, invece di glorificare gli dei, celebrasse giovani garzoni, si dice ch'egli rispondesse: «Questi sono i nostri dei».
È passato alla storia come il poeta del simposio (dei banchetti e delle feste); contribuirono ad accrescere questa fama le Anacreontee (i cui contenuti sono solo ispirati al vero poeta e fin troppo enfatizzati, e perciò non del tutto reali), che ci hanno dato l'idea di un Anacreonte fin troppo sdolcinato ed edonista, lo stesso che l'Arcadia prese come modello. Anacreonte accenna spesso agli stretti rapporti sentimentali della poetessa Saffo di Lesbo con alcune tra le sue studentesse, riferendovisi come a vero e proprio amore sessuale: proprio su queste voci via via diffusesi sono nati i termini "amore saffico" e lesbismo per indicare ed alludere all'omosessualità femminile.

## Eredità
Un'ode di intonazione amorosa o bacchica composta a imitazione di quelle di Anacreonte viene detta "anacreontica". Nella metrica greca è "Anacreontico" un tipo di metro frequente nella poesia di Anacreonte. Numerose furono le imitazioni che della sua poesia si fecero nell'età ellenistica, prediligendo i temi conviviali ed erotici. A Roma questo genere si diffuse di più delle opere autentiche: Orazio è considerato un continuatore dei modi e dei toni di Anacreonte.
Alla figura di Anacreonte è dedicata una nota opéra-ballet di Jean-Philippe Rameau, l'Anacréon, e il terzo atto dall'opéra-ballet Le Muse galanti di Jean-Jacques Rousseau.
Anacreonte è stato uno degli antichi poeti greci maggiormente studiato ed apprezzato dal giovanissimo Giacomo Leopardi durante i suoi anni di «studio matto e disperatissimo».
Nella famosa saga del Ciclo della Fondazione di Asimov, Anacreon è un "pianeta esterno" molto vicino a Terminus, il mondo centrale della Prima Fondazione.

## Edizioni e traduzioni delle opere
- Anacreonte, Anacreonte poeta greco. Tradotto in verso toscano, da Bartolommeo Corsini, a cura di François-Séraphin Régnier-Desmarais, traduzione di Bartolomeo Corsini, Parigi, 1672. URL consultato il 6 giugno 2019.
- Anacreonte, Le odi di Anacreonte tradotte in versi italiani da Eritisco Pilenejo, traduzione di Luca Antonio Pagnini, Parma, nel regal palazzo co' tipi bodoniani, 1793. URL consultato il 6 giugno 2019.
- Anacreonte, Le Canzoni di Anacreonte tradotte dal greco in verso sciolto da Mariano Valguarnera, a cura di Rosario Gregorio, traduzione di Mariano Valguarnera, Palermo, Reale Stamperia, 1795. URL consultato il 20 febbraio 2019.
- Anacreonte tradotto dal testo greco in rime toscane, traduzione di Alessandro Marchetti, Lucca, Leonardo Venturini; 1707, Decr. S. Off. 1710-08-12 Index Librorum Prohibitorum
- Anacreon, edidit Bruno Gentili, Romae, in aedibus Athenaei, 1958.
- Anacreontee, rivedute, tradotte e annotate da Luigi Alessandro Michelangeli, Bologna, N. Zanichelli, 1889.
- Anacreonte, I frammenti erotici, testo, commento e traduzione (a cura) di Giovanni Maria Leo, Roma, Quasar, 2015.
- Greek lyric, vol. 2, Anacreon; Anacreontea; Choral lyric from Olympus to Alcman, with an English translation by David A. Campbell, London, W. Heinemann, 1988 (Loeb classical library, 143).
- Lirici greci, scelta dei testi, traduzione, note e commenti di Francesco Sisti, Milano, Garzanti, 1989.
- Saffo, Alceo, Anacreonte, Liriche e frammenti, prefazione e traduzione di Filippo Maria Pontani, Torino, G. Einaudi, 1965.